# Académie internationale de la céramique
L'Académie internationale de la céramique (IAC) ou International Academy of Ceramics (AIC) est une association professionnelle internationale d'artistes céramistes dont le siège est à Genève,. Depuis 1958, l'IAC est affiliée à l'UNESCO, d'abord sur une base consultative et depuis 2001, en tant que partenaire officiel du secteur culturel.
L'IAC est fondée en 1952 par Henry J. Reynaud dans le but de favoriser l'amitié et la communication entre les céramistes du monde entier, pour promouvoir la céramique et soutenir la qualité de la production.
L'association organise une conférence internationale biannuelle et publie un bulletin. En 2020, l'association compte 807 membres individuels et 77 membres collectifs dans 74 pays. Le Norvégien Torbjørn Kvasbø est le président de l'association pour la période 2018 - 2024.
En 2021, l'IAC a lancé le site Web Ceramic World Destinations, qui répertorie les lieux culturels susceptibles d'intéresser les personnes intéressées par la céramique.